# 瓜谷長造
瓜谷長造（うりたに ちょうぞう、明治14年（1881年）12月5日 - 昭和40年（1960年）9月6日）は、日本の実業家。大正初めに満洲（中国東北部）の大連に渡り、瓜谷長造商店を開業、大豆貿易で成功した。

## 経歴

### 生い立ち
1881年（明治14年）12月5日、越中（富山県）射水郡新湊町（現・射水市）で北海道農産物を扱う雑貨商を営んでいた荒木家の末子として生まれる。出生した時、すでに長女は養子を迎え結婚していたため、家系を継ぐ立場にはなく、尋常小学校を卒業後、17歳で単身、北海道に渡り、雑穀商の丁稚になる。次いで神戸に移り、瓜谷芳兵衛商店（のち堺力商店）の丁稚となる。

### 大豆貿易に注目
堺力商店社長、瓜谷芳兵衛の娘婿である神戸支店主任の仁木（のち、瓜谷姓を名乗る）英一に、人物手腕を買われ、義兄弟の約束を交わすとともに、1908年、瓜谷姓を名乗る（戸籍上は養親と養子）。同年、神戸市の魚問屋「魚善」の長女・むめと結婚。
翌年、堺力洋行大連支店開設のため、妻むめを連れて大連に渡り、特産品輸出商「瓜谷長造商店」の看板を掲げる。しかし、日露戦争後の好況の反動で市況が悪化し、1912年堺力商店は解散。長造夫妻は帰国する。

### 独力で再挑戦
同年、再度妻を伴って渡満（資料によっては1915～16年）し、貿易商「瓜谷長造商店」を設立、大豆貿易に再チャレンジする。　
第一次世界大戦後の好況と官営取引所の開設は、瓜谷商店に絶好の追い風となったが、1920年の東京株式市場の大暴落を契機として発生した戦後恐慌は、ただちに大連にも波及し、特産品相場は一斉に暴落した。瓜谷商店も大きな打撃を受け、再び無一文となった。しかし、長造の堅実な経営と整理の際の男らしい処置に多大な信用と同情を払った某銀行支配人が、再度の旗揚げを応援し、その貸出しを受けた少額の金を資本に、またもや商戦に打って出た。
こうして、瓜谷商店は激しい淘汰の波を潜り抜ける。基礎が固まったのは、大正時代の後期だと思われる。

### 瓜谷商店の成功
瓜谷商店の最盛期は1932年～38年頃であった。最盛時は、その年商50万トンにも達した。当時の事業内容は、大豆その他の穀物輸出以外にも、各種農産物の加工・製造業も行った。ドロマイト（珪白セメントともいわれる建築資材原料）鉱業にも着目、関東ドロマイト工業を設立している。1940年頃からは、熱河省平泉に於て炭鉱まで経営している。
1941年発行の『越中人物誌』には長造の年商については「取引年額5500万円は全満州かけてこれを凌駕する実業家なしとされている」と記されている。
また、満州大豆を品種改良し、大粒の白眉大豆を作り出す。現在の米国大豆の原種であるといわれている。

### 終戦後の接収
1945年8月15日、終戦後の25日、ソ連軍が進駐、ソ連兵の略奪・暴行、一方で現地中国人の暴動、軍倉庫、会社などの破壊、物資の略奪が横行し、瓜谷家にもソ連軍がトラック数台を横付けし、骨董類や家財は根こそぎ持ち出された。老虎灘の邸、社屋を接収される。

### 引揚げ後は完全隠居
1947年3月に一家は日本に引き揚げる。引揚げ時の長造は65歳であった。
1960年9月6日、心臓発作を起こし、日本橋蛎殻町の自宅で、妻と娘、医師の見守る中で78歳の生涯を閉じる。

## 人物
瓜谷長造が成功した要因はいくつか考えられるが、その第一は堅実さである。1935年12月1日付の満州日々新聞には、瓜谷長造自身の『輸送の円滑を計り在庫品を豊富にしたい』と題する投稿が掲載されている。「特産市場の順調な発展をはかるには、単に市場にあらわれた相場の高低を考慮するのみでなく、市場の在庫品を豊富ならしめ、世界的大市場に相応しいものとすることが必要で、豊富な在庫品を具（そな）えてはじめて円滑活発な取引ができ、従って特産界の繁栄、市場の健全な発展を可能ならしめるものと思う」
ビジネス上の堅実さとともに、円満・誠実な人柄を勝因にあげる向きもある。「氏はその職業生活の上に於いて、自他の信用を重んじ、至誠事に当たる商道徳の厳格な遵法者であると同時に、私生活に於いても稀に見る有徳の君子である。又自費を投じて郷里の教育家、公吏、有志を招来し、満州・朝鮮の視察をなさしめた事等は一、二の例に過ぎないが、以て氏の人となりを窮うに足りるであらう」（『特産王瓜谷長造氏伝』）
長造がどこの組織にも属さず、庇護を受けなかったことがかえって実業家として成功したという見方もできる。当時の満州は、関東軍、満鉄、そして三菱・三井という大財閥が権力を握っていたが、長造はそのどこにも属していない。その点を『大連市史』でも高く評価している。

## 語録
「人間は物質的に動かず。すべて社会を中心とし、社会を基として動かねばならない。社会のためにつくすことは即ち、国家に御奉公するも同じである。そして現在の地位を保持し、守り通すことに努力する人こそ成功するものであって、目標を高きにおく人の生活は決して楽観を許さないと信ずるのである。私はこの意味において、いかなる難事に直面しようが、必ず環境によって処理し、そして決断するのである。明日の針を樹つるにあたって、過去を熱くながめ、そして現在の環境を自覚し、毫沫の無理もせず、天然自然にすべてを運ぶのである。これが私の心境であり、すべてを処する道としている」

## 略年譜
- 1881年12月5日 - 富山県射水郡新湊町に生まれる。
- 1895年 - 小樽市の雑穀商に丁稚奉公として入る。
- 1900年 - 神戸に出て堺力洋行神戸支店に勤務。
- 1908年6月 - 堺力洋行社長瓜谷英一と養子縁組、同時に魚谷むめと結婚。
- 1909年10月 - 堺力洋行大連支店開設のため渡満、責任者となる。
- 1912年 - 堺力商店解散。
- 1913年2月 - 貿易商「瓜谷長造商店」を設立。
- 1917年 - 大連重要物産取引人組合副会長を務める。
- 1933年 - 大連商工会議所副会頭に就任。
- 1935年 - 大連商工会議所会頭に就任。
- 1939年 - 瓜谷特産工業株式会社設立。
- 1945年8月 - 終戦。ソ連軍により私財を略奪される。
- 1947年3月 - 内地に引き揚げ。
- 1960年9月6日 - 死去。享年78。

## 主な役職
- 大連商工会議所会頭（1936年から38年）
- 重要物産取引人組合副組合長（1917年から40年に取引所が閉鎖されるまでの23年間）
- 大連五品取引所理事
- 大連取引所信託株式会社理事
- 関東州混合飼科組合長
- 日満実業協会理事

## 家族･親族
- 長女・聿子（平成9年没）は旅順女子師範学校補習科卒業、一橋大学名誉教授・板垣與一（平成15年没）の妻となる。板垣家の長女・瑛子は菊川?のぼる[要出典]に嫁ぎ、次女・慶子は早瀬勇（金沢星稜大学学長）に嫁ぎ、長男・板垣哲史（元シティバンク、エヌ・エイ東京支店ヴァイス・プレジデント）は、国際金融コンサルタントとして活躍中。
- 長男・敏郎（侑広に改名、平成9年没）は東京大学経済学部卒業。元満鉄理事で福井県選出の代議士、中西敏憲の長女・光枝と結婚。洋紙の卸会社「共栄商会」（のち株式会社西応）を設立するが、倒産。その後、出版社「たま出版」を興す。瓜谷家の長男・長敏は信越化学に入り、渡米し、オハイオ州で自動車部品会社「Green Tokai」の社長。次男・綱延は出版社「文芸社」を興し、出版業と不動産業で多角的に経営。
- 次男・長雄（平成7年没）は東京大学法学部卒業。終戦後、ソ連に抑留された。帰国後、本来の勤め先である日本興業銀行で復帰し、監査役。その後、日本鍛工監査役になり退職。
- 三男・郁三（平成22年没）は東京大学農学部卒業。名古屋大学農学部農芸化学科助教授から同大名誉教授、日本植物生理学会名誉会員、アメリカ植物生物学会客員会員、アメリカ植物病理学会フェロー。郁三の長男・眞裕は静岡大学理学部化学科教授、次男・章は名古屋大学工学部原子核工学科教授。
- 四男・晴夫は6歳で夭折。
- 五男・光生は肺結核で大連で療養を続けたが、戦後、引き揚げ前に死去。
- 次女・臣子、三女・圭子、四女・匡子は終戦後、それぞれ良き伴侶を得て結婚した。圭子は小島清（一橋大学名誉教授）に嫁ぐ。